# Molcajete

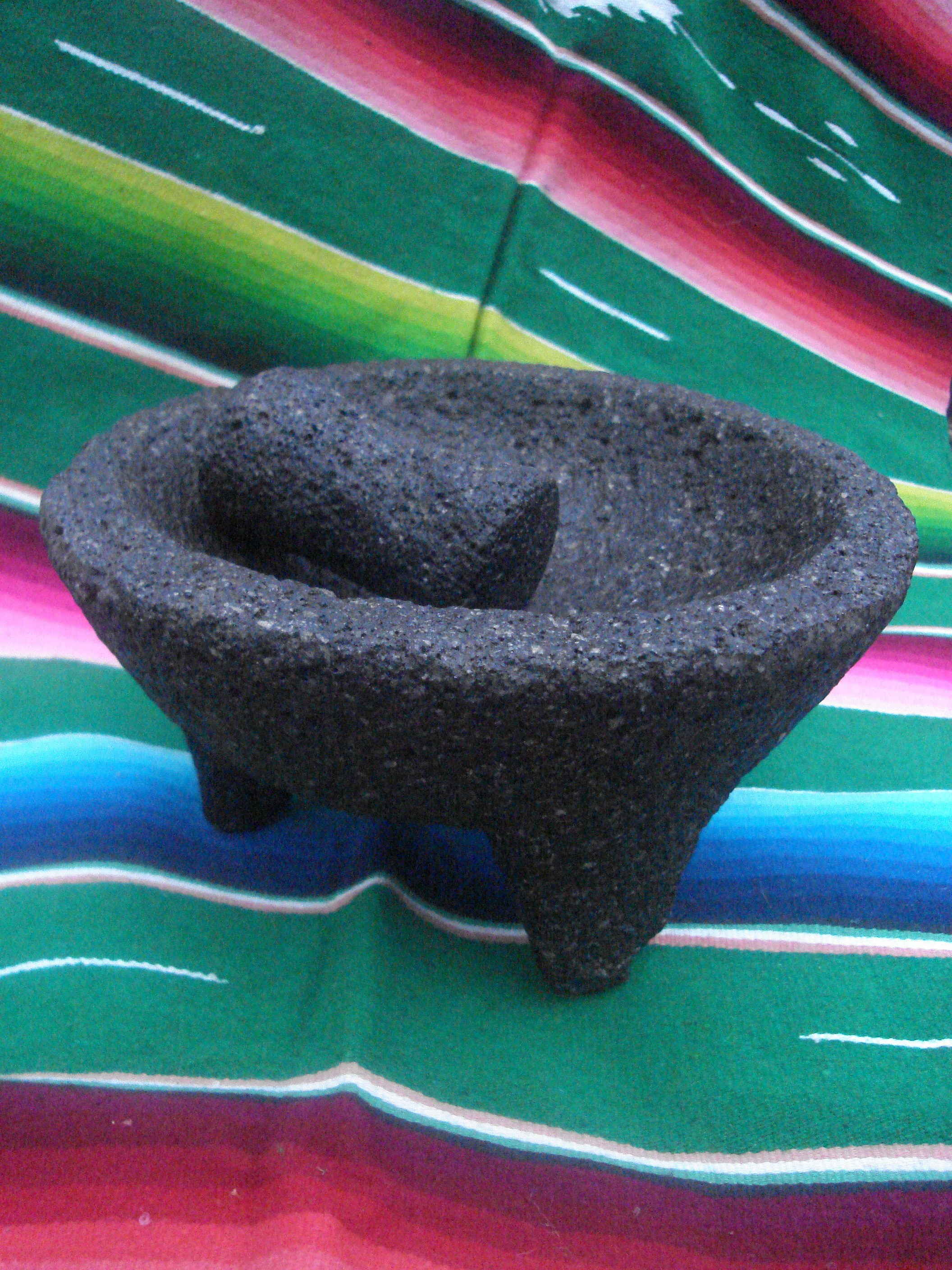
Egy molcajete és a hozzá tartozó törő: a tejolote

A molcajete (kiejtése körülbelül: molkahete) egy ősi, mezoamerikai eredetű kőmozsár, melyet a mexikói konyhában még ma is alkalmaznak. A hozzá tartozó mozsártörő neve tejolote.

## Leírás
Neve a navatl nyelvű mollicaxtli és temolcaxitl szavakból ered. Általában vulkáni kőzetekből, elsősorban bazaltból készül, melyeket megfelelő eszközzel történő ütésekkel formáznak meg, végül vésővel finomítják. Az első molcajeték és a hozzá hasonló metaték már időszámításunk előtt mintegy 2000 évvel megjelentek, igaz, régebben agyagból készültek és csak később jelentek meg a kőből valók. A kő szemcsézettsége fontos az őrlés minősége szempontjából.
Az új molcajete nem alkalmas a használatra, ezért első alkalommal magokat (manapság rizst) őrölnek az eszközben. Ez tömíti a pórusokat, és alkalmassá teszi a későbbi felhasználásra.[forrás?] Főként magokat, füveket és csilipaprikát (chile) őrölnek benne (például mártások készítéséhez), és bár egyre ritkábban, de azért még ma is széles körben alkalmazzák a háztartásokban. Leginkább Mexikó középső részén, Jalisco, Puebla, Michoacán, Guanajuato, Zacatecas és México államokban használják, de az ország egész területén vannak olyan éttermek, ahol díszítési okokból molcajetében szolgálják fel az általában csípős mártásokat.
Mexikóváros Culhuacán nevű részében 2013-ban tartották meg az első Chili-, Mártás- és Molcajetefesztivált (Festival de Chiles, Salsas y Molcajetes), ahol összesen 20 régi molcajetét is kiállítottak, köztük közel 500 éveseket is.

Mindenféle molcajete
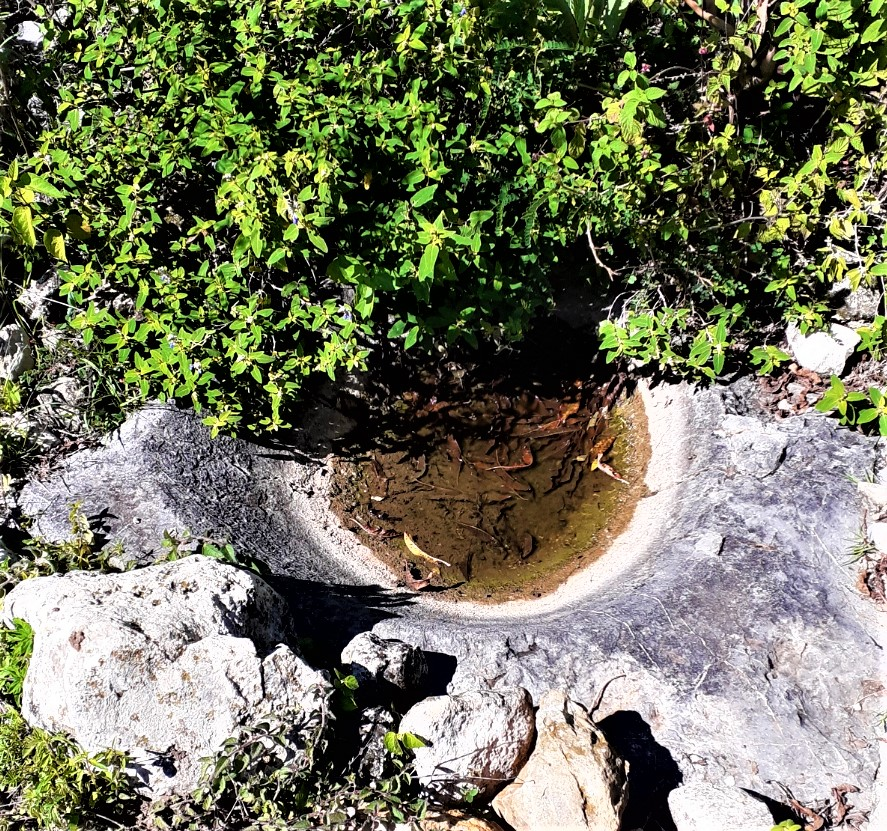
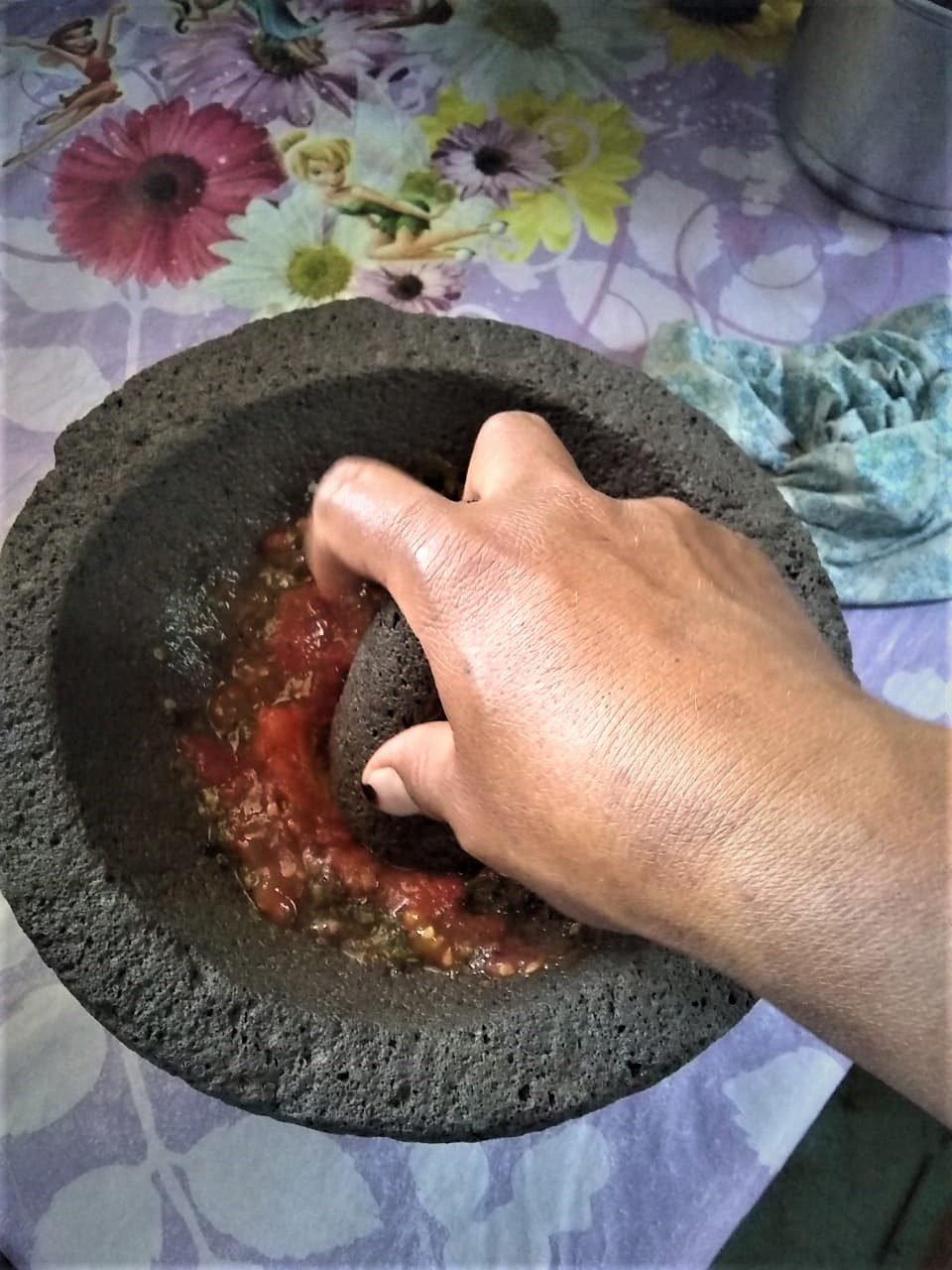
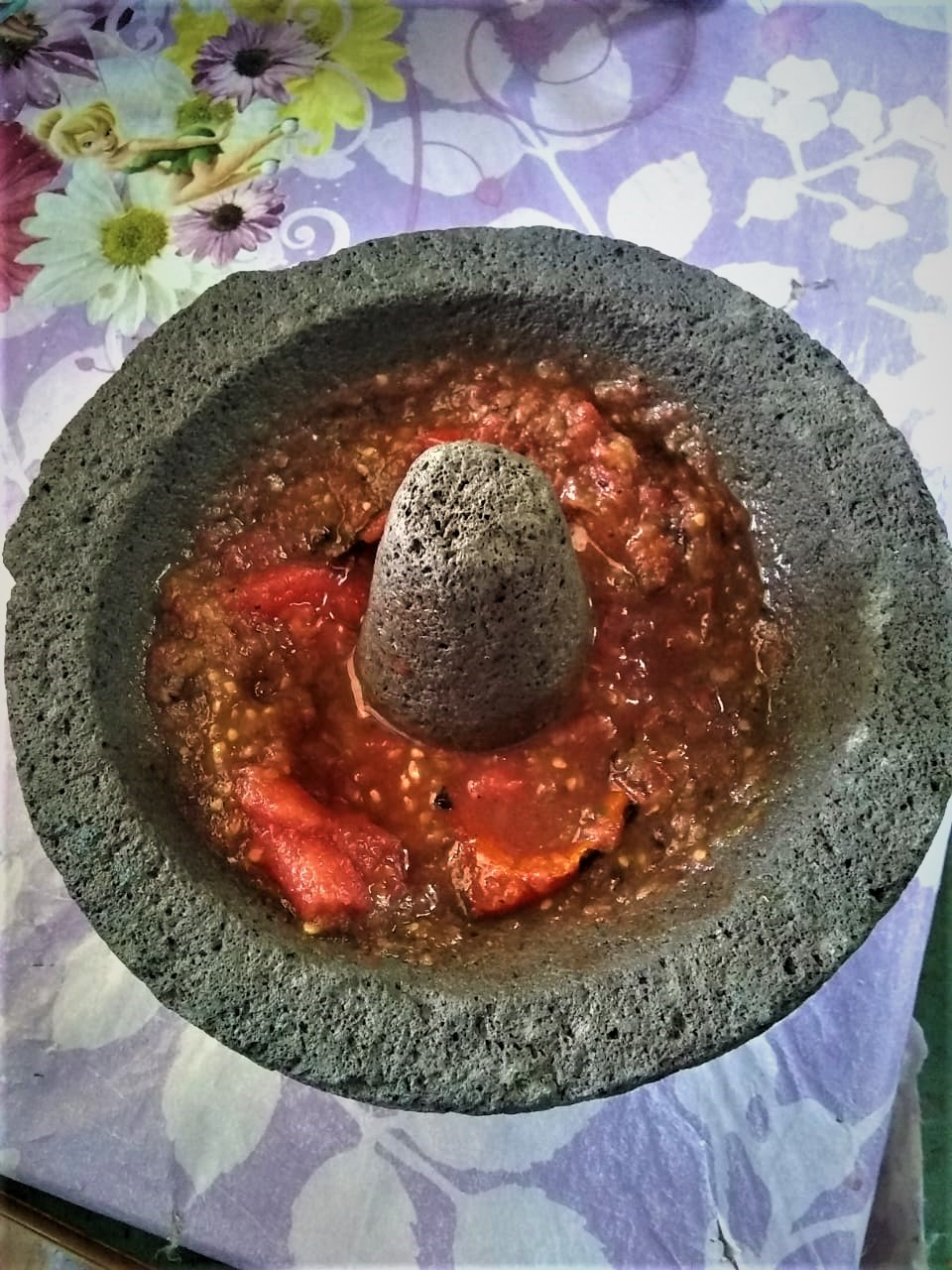
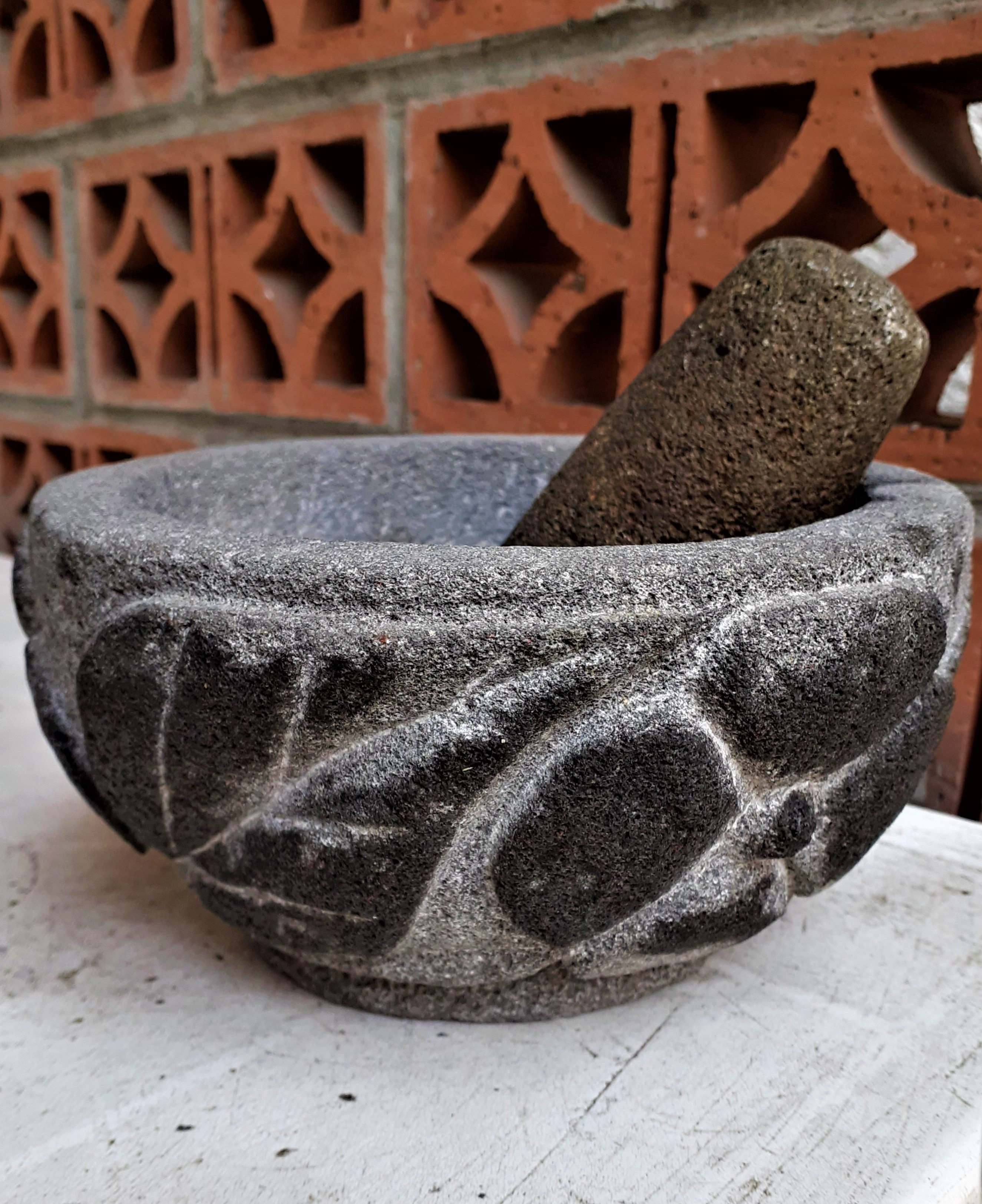
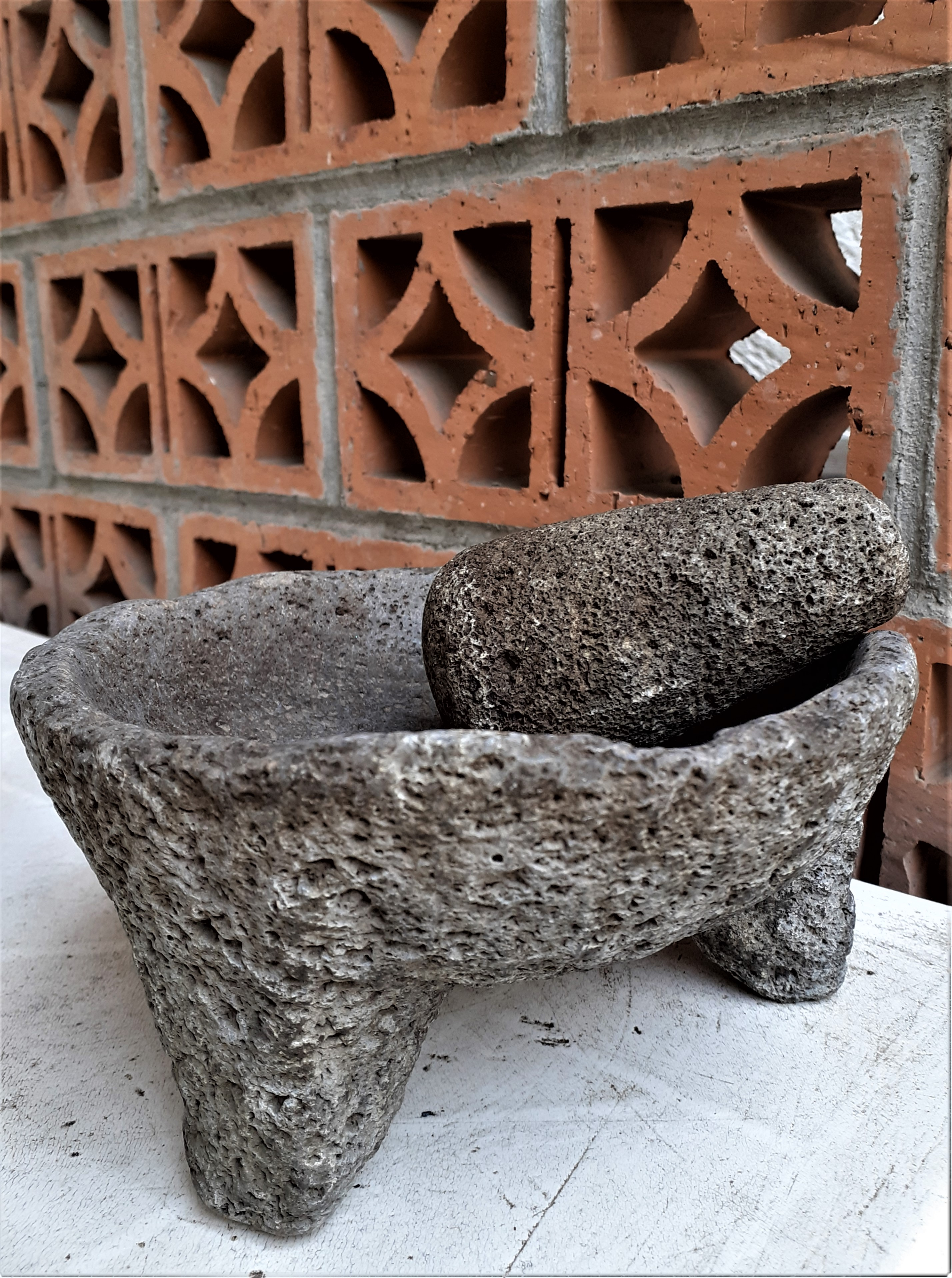
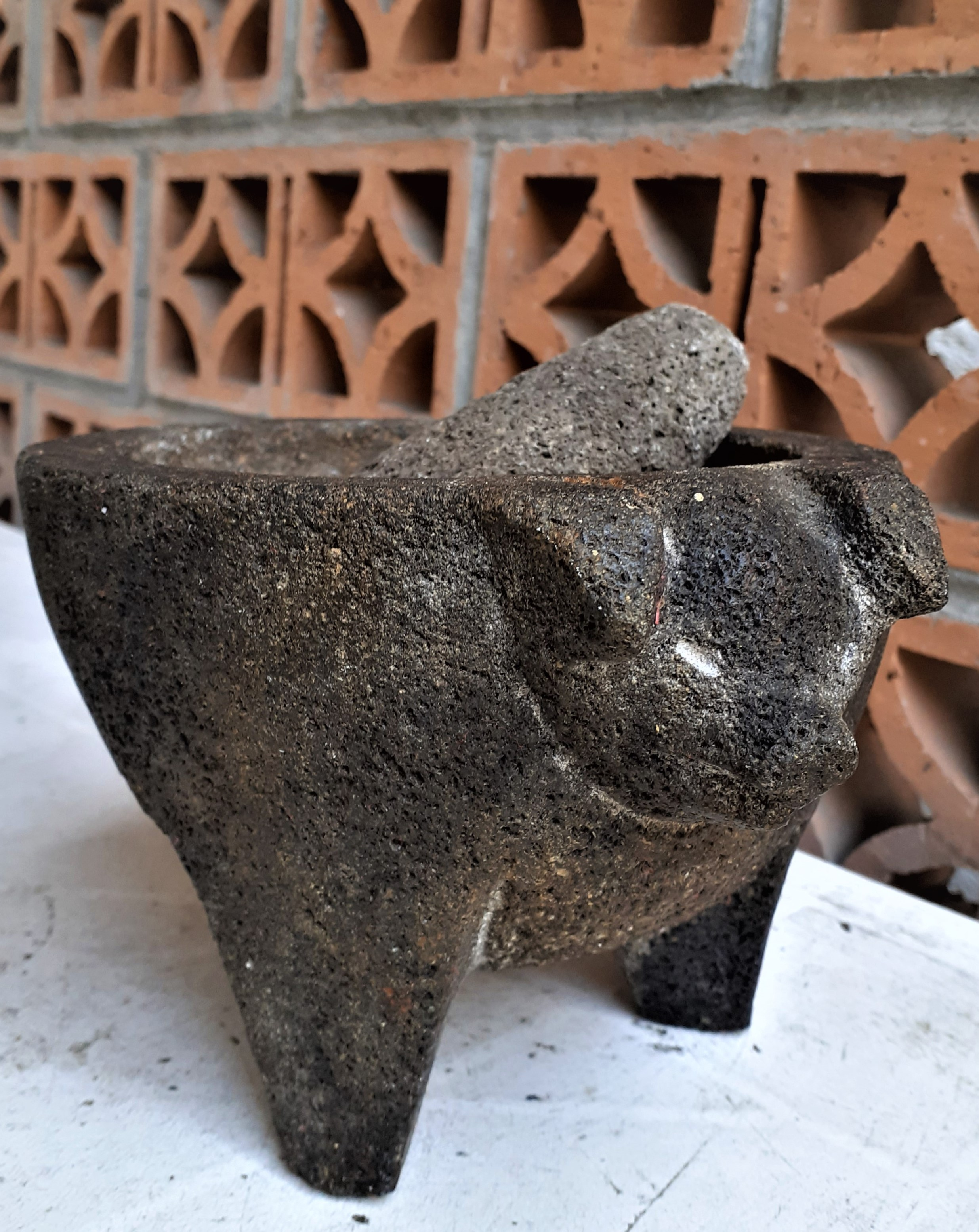
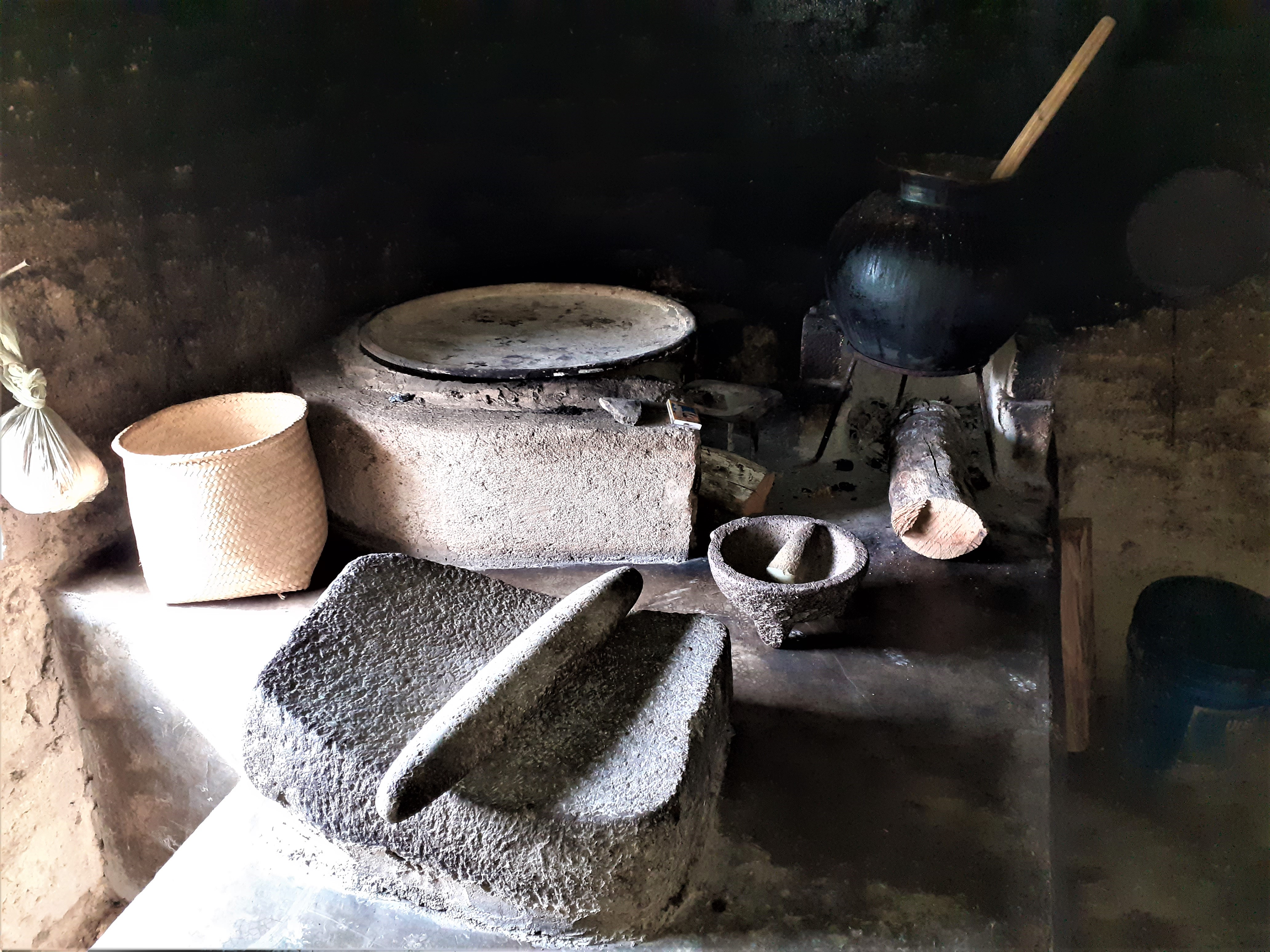